# Hautvillers
Hautvillers település Franciaországban, Marne megyében. Lakosainak száma 628 fő (2022. január 1.). Hautvillers Champillon, Cormoyeux, Cumières, Damery, Dizy, Épernay, Mardeuil, Nanteuil-la-Forêt, Romery, Saint-Imoges és Magenta községekkel határos.

## Népesség
A település népességének változása:
| Lakosok száma | 824  | 810  | 864  | 806  | 765  | 738  | 695  | 675  | 669  | 628  |
|               | 1968 | 1982 | 1990 | 2006 | 2013 | 2015 | 2017 | 2019 | 2020 | 2022 |